# Mantis Bug Tracker
Mantis Bug Tracker é uma ferramenta baseada na web que tem como principal função gerenciar defeitos de outros softwares. Ela foi escrita em PHP e funciona em diversos bancos de dados entre eles: MySQL, PostgreSQL e outros.